# Eric O'Flaherty
Pour les articles homonymes, voir O'Flaherty.
Eric George O'Flaherty (né le 5 février 1985 à Walla Walla, Washington, États-Unis) est un lanceur de relève gaucher de la Ligue majeure de baseball sous contrat avec les Braves d'Atlanta.

## Carrière

### Mariners de Seattle

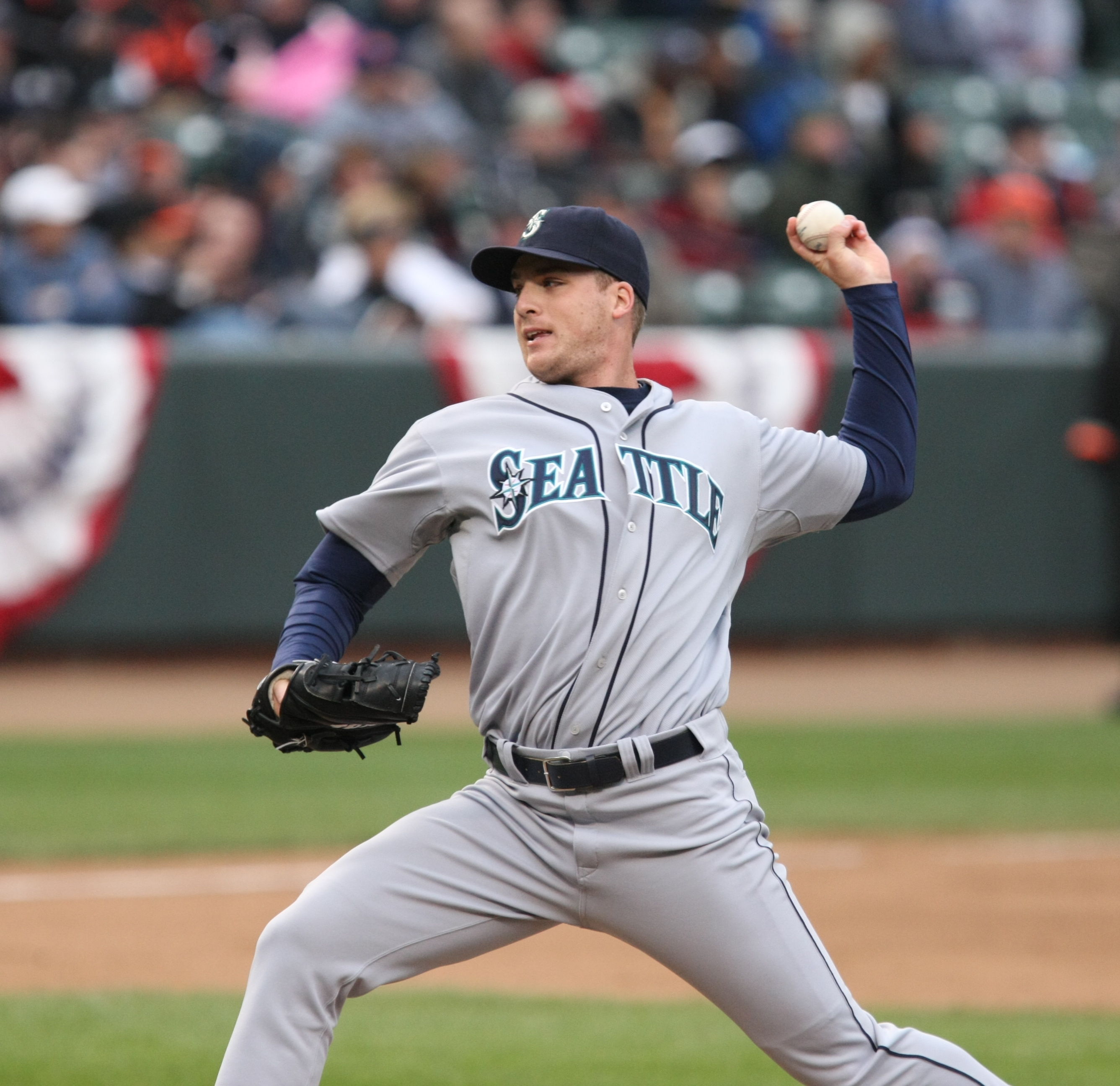
Eric O'Flaherty avec les Mariners de Seattle.

Après des études secondaires à la Walla Walla High School de Walla Walla (Washington), Eric O'Flaherty est repêché le 3 juin 2003 par les Mariners de Seattle au sixième tour de sélection. Il perçoit un bonus de 155 000 dollars à la signature de son premier contrat professionnel le 7 juin 2003.
Il passe trois saisons en Ligues mineures avant d'effectuer ses débuts en Ligue majeure le 16 août 2006.
En 2007, il est utilisé dans 56 matchs par les Mariners dans un rôle de lanceur de relève. En 52,1 manches au monticule, il conserve une moyenne de points mérités de 4,47 et remporte 7 victoires contre une seule défaite.
Après avoir accordé 15 points mérités et 16 coups sûrs en seulement 6 manches et deux tiers lancées en 2008, il est relégué aux ligues mineures. Seattle le cède au ballottage après la saison et le lanceur est réclamé par les Braves d'Atlanta le 20 novembre 2008.

### Braves d'Atlanta
O'Flaherty fait ses débuts avec les Braves en 2009. Il lance 56,1 manches en 78 sorties en relève, affichant une moyenne de points mérités de 3,04 avec 2 victoires et une défaite.

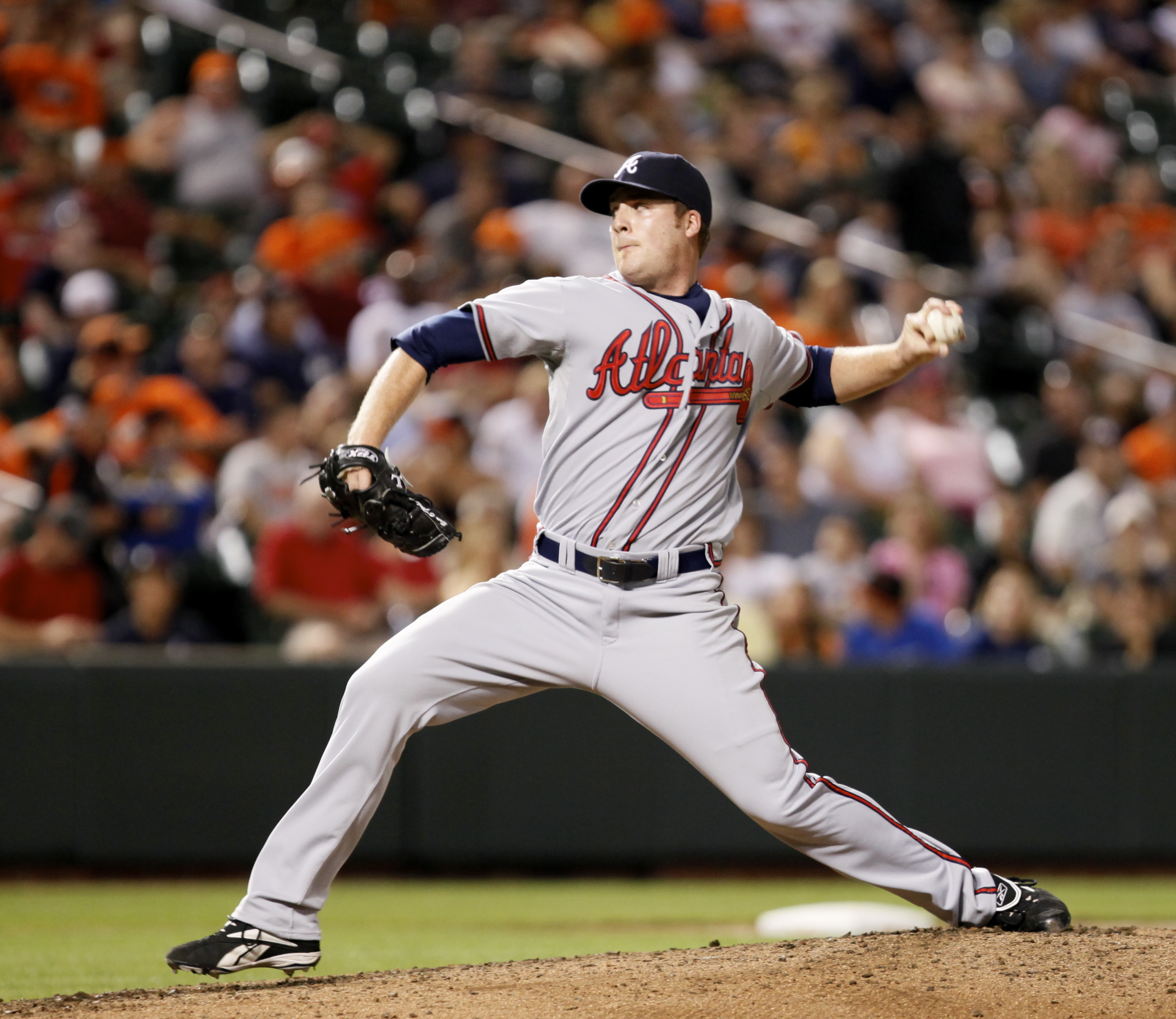
Eric O'Flaherty en 2009 avec les Braves d'Atlanta.

En 2010, O'Flahery présente une moyenne de seulement 2,45 points mérités par partie en 44 manches lancées et 56 matchs joués pour les Braves.
Il connaît sa meilleure saison en carrière en 2011 avec une moyenne de points mérités de 0,98 en 73 manches et deux tiers lancées. Envoyé 78 fois au monticule par les Braves, il n'accorde que 8 points mérités à l'adversaire durant toute la saison.
Il y fait suite avec une autre excellente saison en 2012 : moyenne de points mérités de 1,73 en 57 manches et un tiers lancées lors de 64 voyages au monticule. Il fait ses débuts en séries éliminatoires en lançant une manche dans le match de meilleur deuxième entre les Braves et les Cardinals de Saint-Louis : il accorde deux coups sûrs mais s'en tire sans allouer de point.
Au cours des 6 premières semaines de la saison 2013, O'Flaherty maintient une moyenne de points mérités de 2,50 en 19 matchs joués et 18 manches lancées. Mais son coude gauche le fait souffrir et une opération de type Tommy John met fin à sa campagne et, subséquemment, à son séjour chez les Braves. En 5 saisons et 295 matchs joués pour Atlanta, il a maintenu une brillante moyenne de 1,99 point mérité accordé en 249 manches et un tiers lancées, avec 13 victoires et 7 défaites.

### Athletics d'Oakland
Le 22 janvier 2014, Eric O'Flaherty signe un contrat de 7 millions de dollars pour deux saisons chez les Athletics d'Oakland, même si son retour au jeu n'est prévu qu'à mi-chemin de la première des deux années. Ayant récupéré de son opération au coude, son retour s'effectue le 4 juillet 2014. Il remporte par la suite une victoire en 21 matchs pour Oakland, avec une moyenne de points mérités de 2,25 et un sauvetage (le premier de sa carrière) en 20 manches de travail.

### Mets de New York
O'Flaherty est acquis par les Mets de New York le 4 août 2015.

### Retour à Atlanta
Le 11 février 2016, il signe un contrat des ligues mineures avec les Pirates de Pittsburgh. Après avoir passé presque tout le camp d'entraînement avec les Pirates, son contrat est vendu le 27 mars 2016 aux Braves d'Atlanta.

## Statistiques
| Saison | Équipe  | G   | GS | CG | SHO | V  | D | SV | IP    | SO  | ERA   |
| ------ | ------- | --- | -- | -- | --- | -- | - | -- | ----- | --- | ----- |
| 2006   | Seattle | 15  | 0  | 0  | 0   | 0  | 0 | 0  | 11.0  | 6   | 4,09  |
| 2007   | Seattle | 56  | 0  | 0  | 0   | 7  | 1 | 0  | 52.1  | 36  | 4,47  |
| 2008   | Seattle | 7   | 0  | 0  | 0   | 0  | 1 | 0  | 6.2   | 4   | 20,25 |
| 2009   | Atlanta | 78  | 0  | 0  | 0   | 2  | 1 | 0  | 56.1  | 39  | 3,04  |
| 2010   | Atlanta | 56  | 0  | 0  | 0   | 3  | 2 | 0  | 44.0  | 36  | 2,46  |
| Totaux | Totaux  | 212 | 0  | 0  | 0   | 12 | 5 | 0  | 170.1 | 121 | 4,07  |

Note : G = Matches joués ; GS = Matches comme lanceur partant ; CG = Matches complets ; SHO = Blanchissages ; 
V = Victoires ; D = Défaites ; SV = Sauvetages ; IP = Manches lancées ; SO = Retraits sur des prises ; ERA = Moyenne de points mérités.